# Pommersches Wappenbuch
Pommersches Wappenbuch gezeichnet und mit Beschreibung der Wappen und historische Nachweisen versehen est le titre d'un ouvrage de référence en cinq volumes traitant des armoiries des familles nobles de Poméranie. Le matériel présenté est compilé et dessiné par Julius Theodor Bagmihl et édité par H. G. Effenbarts Erbinn.

## Contenu
Bagmihl dédie son travail au haut président poméranien Wilhelm von Bonin (mort en 1852), décédé peu de temps avant la publication du premier volume.
En plus de nommer diverses armoiries historiques et d'illustrer les armoiries actuelles, Bagmihl donne également des informations complètes sur les sceaux historiques, qu'il fait également suivre d'illustrations.
Les armoiries et les illustrations des sceaux sont en noir et blanc, la teinte résulte des blasonnements dans la partie texte.
Le texte annexé à l'armorial contient des informations, tirées de documents et d'autres sources, sur la première mention des familles en Poméranie, le cas échéant sur leur décès, les élévations de statut, la propriété foncière, les différents sujets des familles, les divisions en différentes lignées et les fondations familiales.
Le volume 5 contient, dès le début, un index général de toutes les familles traitées dans les volumes 1 à 5.

## Les volumes individuels
- Volume 1, Stettin 1843 Texte intégral (format DjVu) Texte intégral (Google livres)
- Volume 2, Stettin 1846 Texte intégral (format DjVu) Texte intégral (Google livres)
- Volume 3, Stettin 1847 Texte intégral (format DjVu) Texte intégral (Google livres)
- Volume 4, Stettin 1854 Texte intégral (format DjVu) Texte intégral (Google livres)
- Volume 5, Stettin 1855 Texte intégral (format DjVu) Texte intégral (Google livres)